# The Player (serie televisiva)
The Player è una serie televisiva statunitense trasmessa sulla NBC nell'autunno del 2015.

## Trama
A Las Vegas, Alex Kane, ex militare divenuto esperto di sicurezza, viene reclutato da una segreta organizzazione per diventare il suo player, il "giocatore". L'organizzazione, composta da persone facoltose, è dedita a un particolare gioco d'azzardo: scommettere se il giocatore sia in grado o meno di fermare i gravi crimini che la "casa" determina di volta in volta come eventi che abbiano un'alta probabilità di verificarsi.

## Episodi
| Stagione       | Episodi | Prima TV originale | Prima TV Italia |
| -------------- | ------- | ------------------ | --------------- |
| Prima stagione | 9       | 2015               | 2016            |

## Personaggi e interpreti
- Alex Kane, interpretato da Philip Winchester.
È il protagonista della serie, il "giocatore" dell'organizzazione, che accetta il ruolo anche allo scopo di vendicare la moglie appena uccisa.
- Mister Johnson, interpretato da Wesley Snipes.
È il pit boss dell'organizzazione, ossia l'uomo che supervisiona le giocate.
- Cassandra King, interpretata da Charity Wakefield.
È la dealer dell'organizzazione.
- Cal Brown, interpretato da Damon Gupton.
Detective del dipartimento di polizia di Las Vegas e amico di Alex.

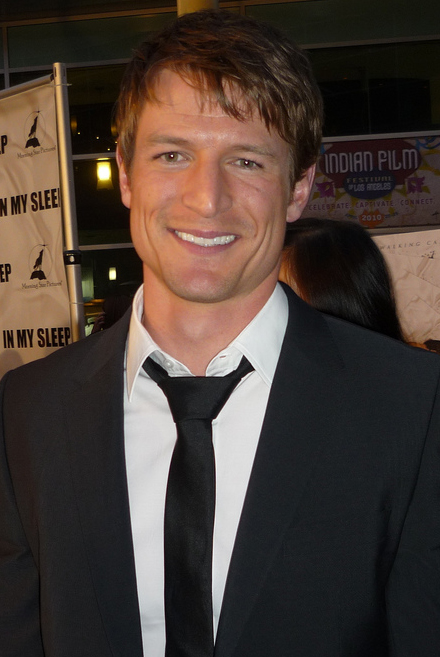
Philip Winchester interpreta Alex Kane
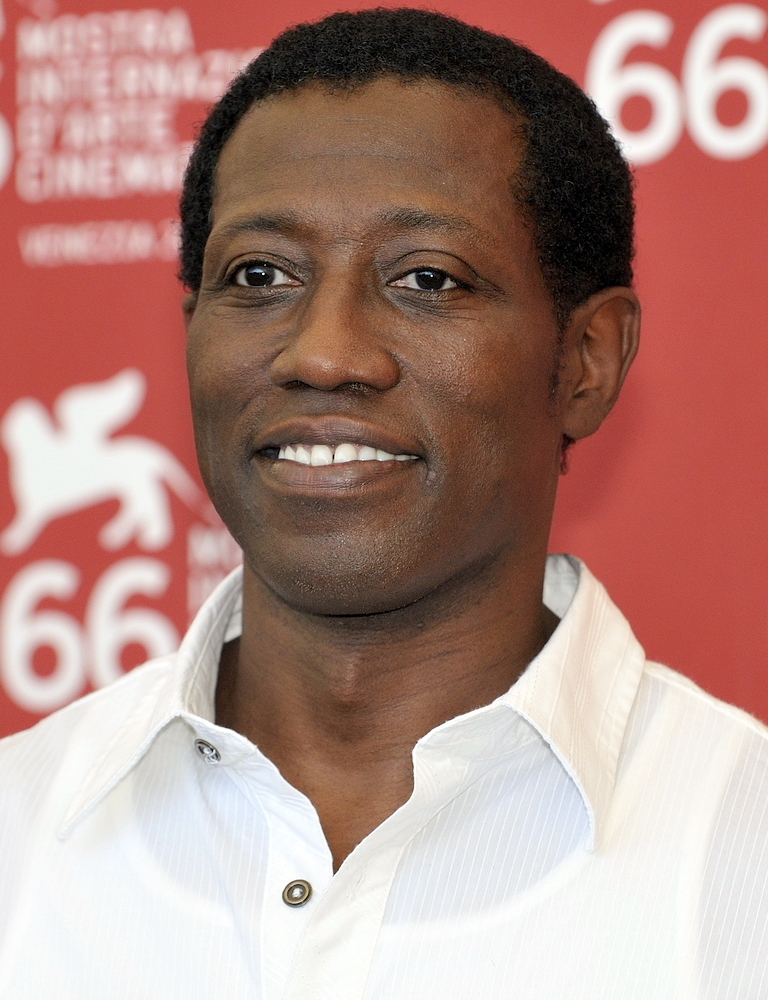
Wesley Snipes interpreta mister Johnson

## Produzione
La NBC annunciò l'avvio dello sviluppo della serie, ideata dal già co-autore di Leverage John Rogers e inizialmente nota con il titolo di lavorazione Endgame, il 24 settembre 2014, ordinando la produzione di un episodio pilota il 23 gennaio 2015.

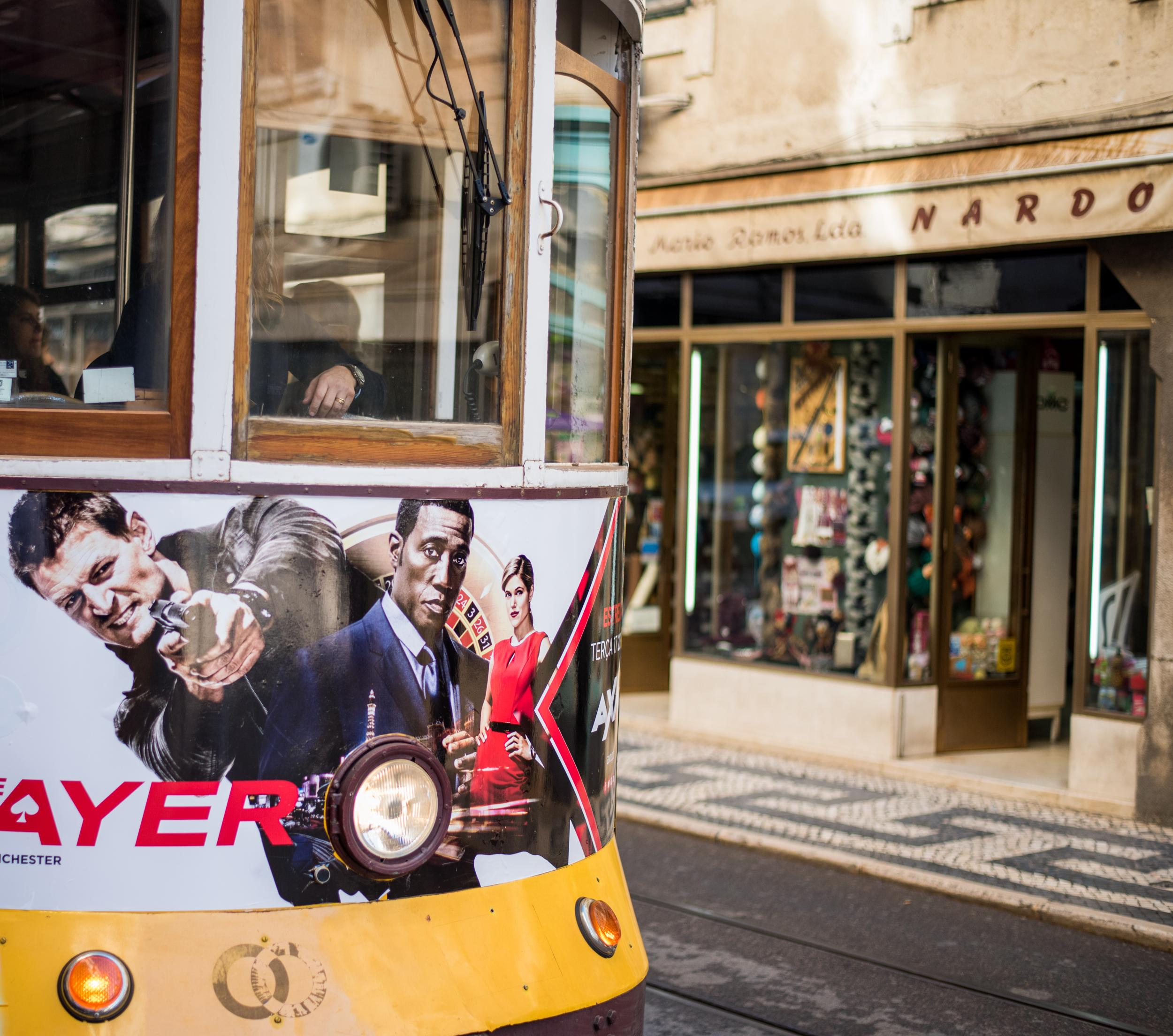
Poster pubblicitario su un tram di Lisbona in occasione del passaggio della serie su AXN.

Il 19 febbraio 2015 Philip Winchester fu ingaggiato per il ruolo del protagonista Alex Kane, mentre nelle settimane seguenti al cast principale si aggiunsero Wesley Snipes, Charity Wakefield e Damon Gupton. Tra i personaggi secondari, Cara Buono era stata inizialmente ingaggiata per interpretare la moglie di Alex nel solo pilot; in seguito il ruolo fu trasformato in ricorrente e affidato a Daisy Betts.
Il 9 maggio 2015, dopo aver visionato il pilot, la NBC confermò la produzione di una prima stagione completa, in onda dal 24 settembre 2015. Dopo i bassi dati d'ascolto registrati dai primi episodi, la rete decise di interrompere la produzione il 23 ottobre 2015, riducendo l'ordine iniziale di episodi da tredici a nove.